# Парламентские выборы в Малави (1987)
Парламентские выборы в Малави проходили 27—28 мая 1987 года. В стране существовала однопартийная система. Партия Конгресса Малави была единственной разрешённой политической партией. Количество депутатов Национального собрания было увеличено до 112. Кроме этого, пожизненный президент Хастингс Банда мог назначить столько дополнительных депутатов, сколько он считал нужно, чтобы «повысить представительский характер Собрания либо чтобы представлять некоторые меньшинства или иные особые интересы в Республике». 
В выборах участвовало более 200 кандидатов, при этом в 38 округах выборы были безальтернативными. В остальных 80 округах — от 2 до 5 кандидатов. Банда после выборов назначил ещё 11 дополнительных депутатов.

## Результаты
| Партия                                                                                   | Голоса | %   | Мест | +/- |
| ---------------------------------------------------------------------------------------- | ------ | --- | ---- | --- |
| Партия Конгресса Малави                                                                  |        | 100 | 112  | +11 |
| Недействительные/пустые бюллетени                                                        | -      | -   | -    | -   |
| Всего                                                                                    |        | 100 | 112  | +11 |
| Зарегистрированных избирателей/Явка                                                      |        |     | –    | –   |
| Источник: African Elections Database Архивная копия от 7 октября 2014 на Wayback Machine |        |     |      |     |